# Hans Robert Schöler
Hans Robert Schöler (Toronto, Canadá, 30 de janeiro de 1953) é um biologista molecular e pesquisador de células tronco. É diretor do Instituto Max Planck de Biomedicina Molecular em Münster.
Seu índice h é 54 (situação em outubro de 2011).

## Condecorações e associações
- 2004: membro da Academia Leopoldina
- 2008: Prêmio Robert Koch com Irving Weissman e Shinya Yamanaka
- 2010: Academia das Ciências de Berlim[1]
- 2011: Medalha Max Delbrück[2]